# 허리케인 퍼트리샤
허리케인 퍼트리샤(Hurricane Patricia)는 2015년 10월경 발생한 허리케인이며 멕시코와 미국 남부를 강타했다.
멕시코 먼 서쪽 해안쪽에서 발달하여 풍속이 175노트를 넘어섰다. 현재 전세계에서 발달한 열대성저기압중에서는 제일 강하여(풍속으로만 봤을 때) 위력이 1979년 태풍 팁과 2013년 태풍 하이옌, 1961년 태풍 낸시,  2004년 사이클론 가필로와 사이클론 팸을 넘어섰다. 다만, 태풍 하이옌 등 태풍들의 세력은 이 허리케인처럼 직접 들어가서 측정한 것이 아니기 때문에, 이 허리케인이 제일 강하다고는 단정지을 수 없다.
2016년 2월 NOAA에서 발표한 사후해석에서 872hPa, 185노트로 상향조정되었다.

## 같이 보기
- 태풍 낸시 (1961년)
- 태풍 팁 (1979년)
- 허리케인 린다 (1997년)